# Каульбах, Фридрих Вильгельм
Фридрих Вильгельм Христиан Теодор Каульбах (нем. Friedrich Wilhelm Christian Theodor Kaulbach; 8 июля 1822, Бад-Арользен, Гессен — 5 сентября 1903, Ганновер) — немецкий живописец академического направления, двоюродный брат и ученик живописца Вильгельма фон Каульбаха.

## Биография
Фридрих Вильгельм Каульбах с 1839 года был учеником Вильгельма фон Каульбаха, первого известного представителя знаменитой семьи художников, и отцом баварского живописца салонно-академического направления Фридриха Августа фон Каульбаха.

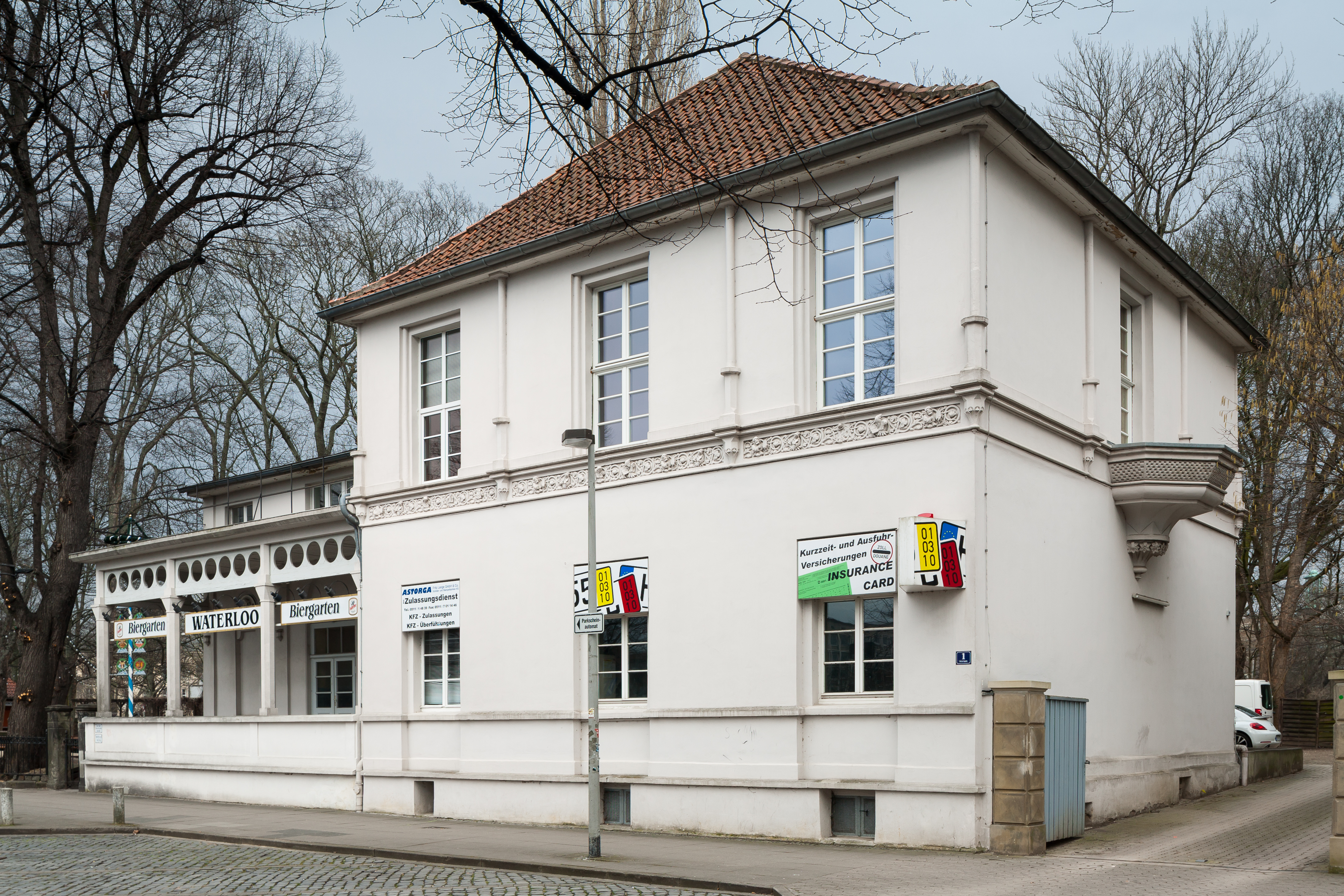
Вилла Каульбаха в Ганновере, которую позднее унаследовала его дочь, писательница Исидора Каульбах

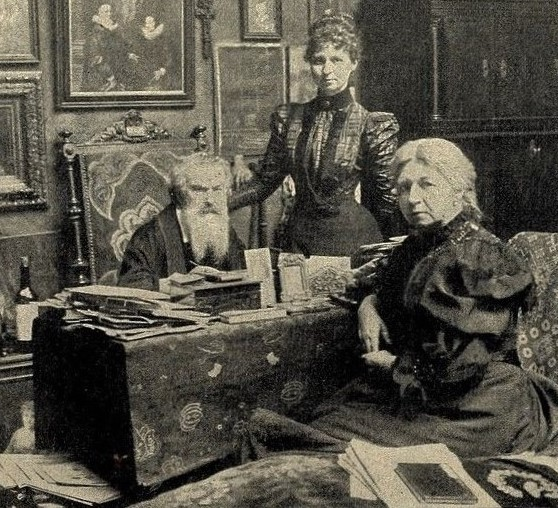
Фридрих Каульбах в старости, у себя в кабинете с дочерью и женой. Фотография 1902 г.

После поездки в Венецию в 1844 году Фридрих Каульбах покинул своего учителя и в период до 1848 года написал первую самостоятельную картину «Адам и Ева, находящие своего сына Авеля убитым». Вскоре Фридриху Каульбаху была предложена должность профессора в Мюнхенской академии изобразительных искусств, от которой он, однако, отказался.
В 1850 году Фридрих Каульбах отправился в Париж, где написал несколько исторических картин и заказных портретов. В том же году король Баварии Максимилиан II поручил ему написать картину для Максимилианеума «Коронация Карла Великого». Картина была завершена в 1861 году.
В 1856 году Каульбах, написавший несколько портретов ганноверского короля Георга V, был назначен придворным художником Ганновера и получил звание профессора Ганноверского университета. Его портреты пользовались успехом у местной аристократии. Король подарил ему мастерскую и дом, построенный в 1857—1860 годах ганноверским архитектором Кристианом Генрихом Траммом. Дочь Каульбаха, писательница Исидора Каульбах в своих воспоминаниях (1931) описала жизнь в отцовском доме, гостями которого были Иоганнес Брамс, Клара Шуман, Франц Лист, Йозеф Иоахим, Эрнст фон Вильденбрух и Антон Рубинштейн.
Многочисленные портреты, написанные Каульбахом, как, например императрицы Австрии Елизаветы, кронпринца Германии Альбрехта, графа и графини Штольберг, отличаются «обилием деталей, присущей тому времени театральностью и легкомысленной элегантностью. Более всего Фридриху Каульбаху удавались женские портреты».
Каульбах был удостоен золотой медали Берлинской академии искусств и был принят в её действительные члены. На Всемирной выставке 1873 года в Вене Фридрих Каульбах был награждён медалью. Каульбах был награждён Рыцарским крестом Ганноверского ордена Гвельфов, а также Ольденбургским генеральным почётным знаком.
Художник скончался в Ганновере, похоронен на городском кладбище Энгезоде. Сыновья Каульбаха Фридрих Август, и Антон Каульбах также стали художниками, как и его дочь Антония Каульбах.

## Галерея

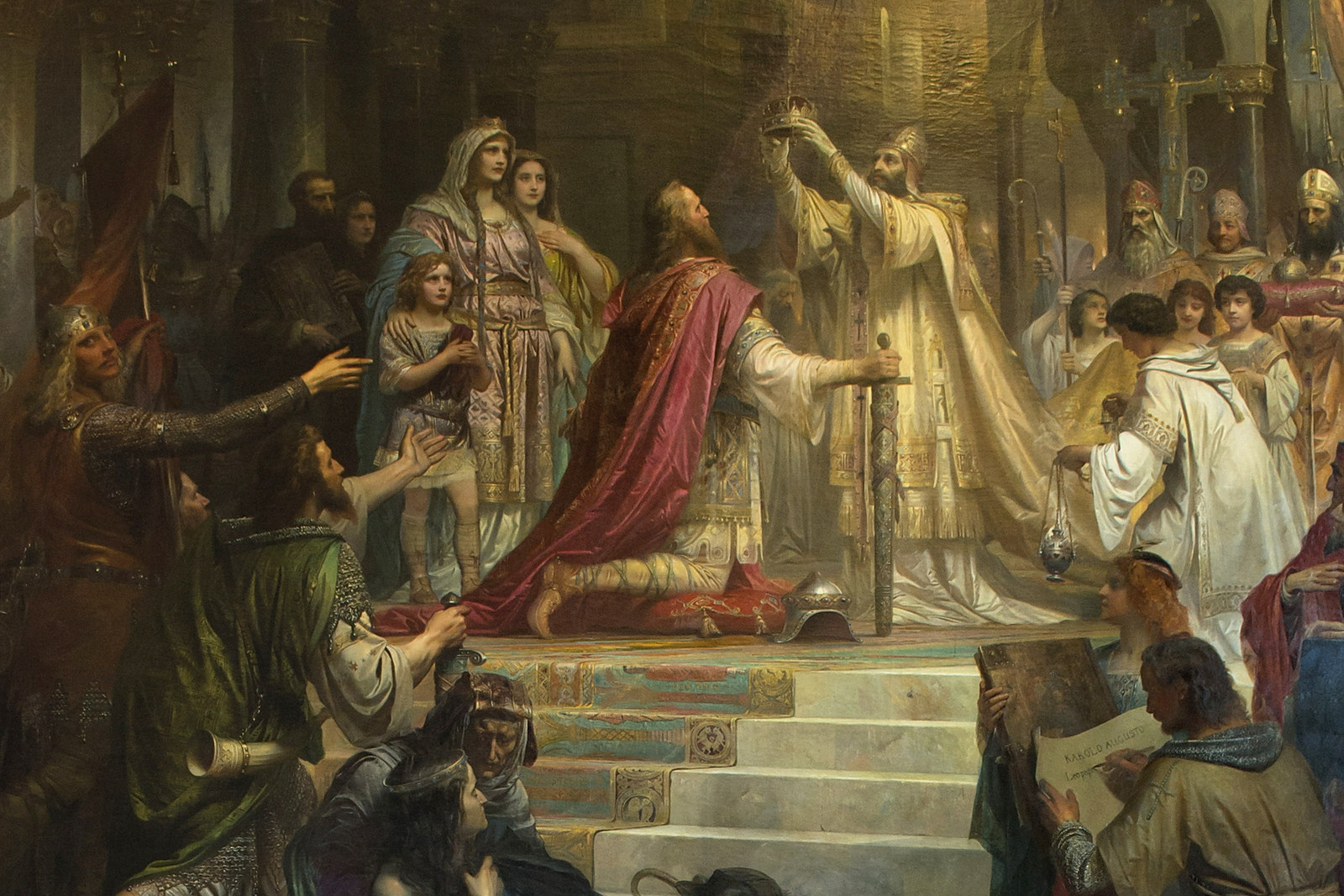
Коронация Карла Великого. 1861. Холст, масло. Максимилианеум, Мюнхен
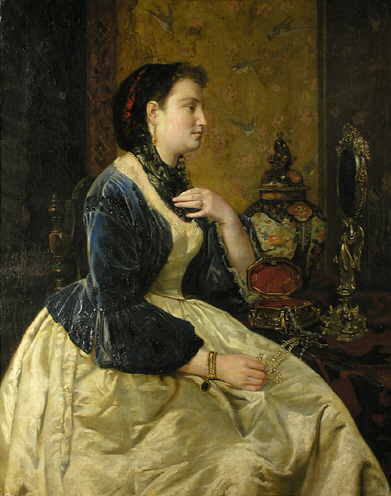
Портрет дамы, надевающей украшения. До 1903. Холст, масло. Частное собрание
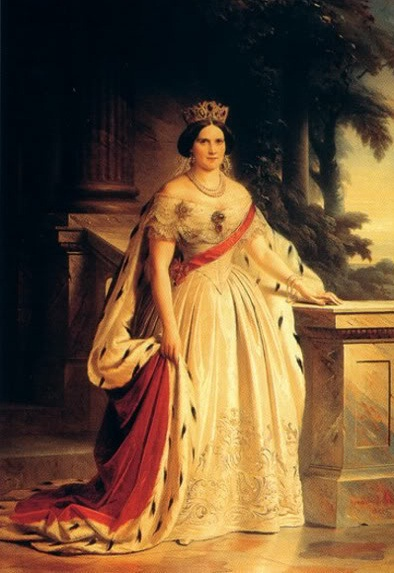
Портрет Августы, великой герцогини Мекленбург-Шверинской. 1856. Холст, масло. Музей замка, Шверин
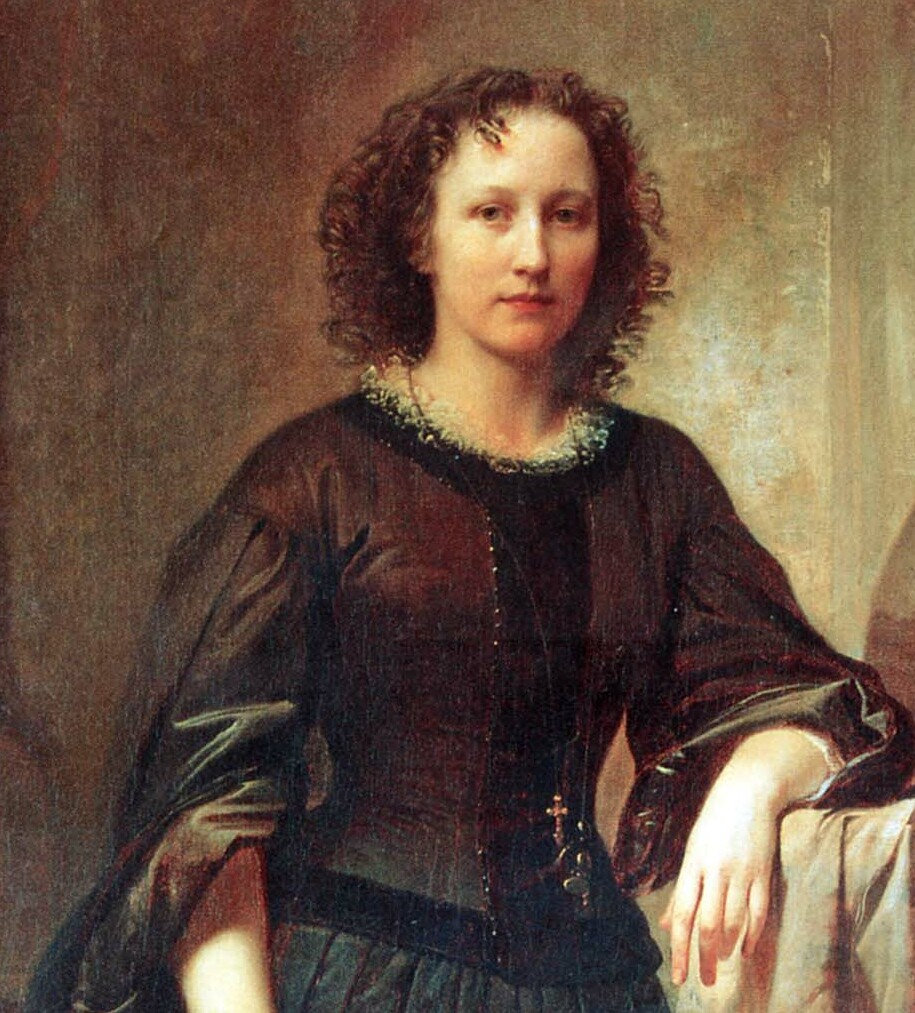
Элизабет Ней. Деталь. 1860. Холст, масло. Земельный музей Нижней Саксонии, Ганновер
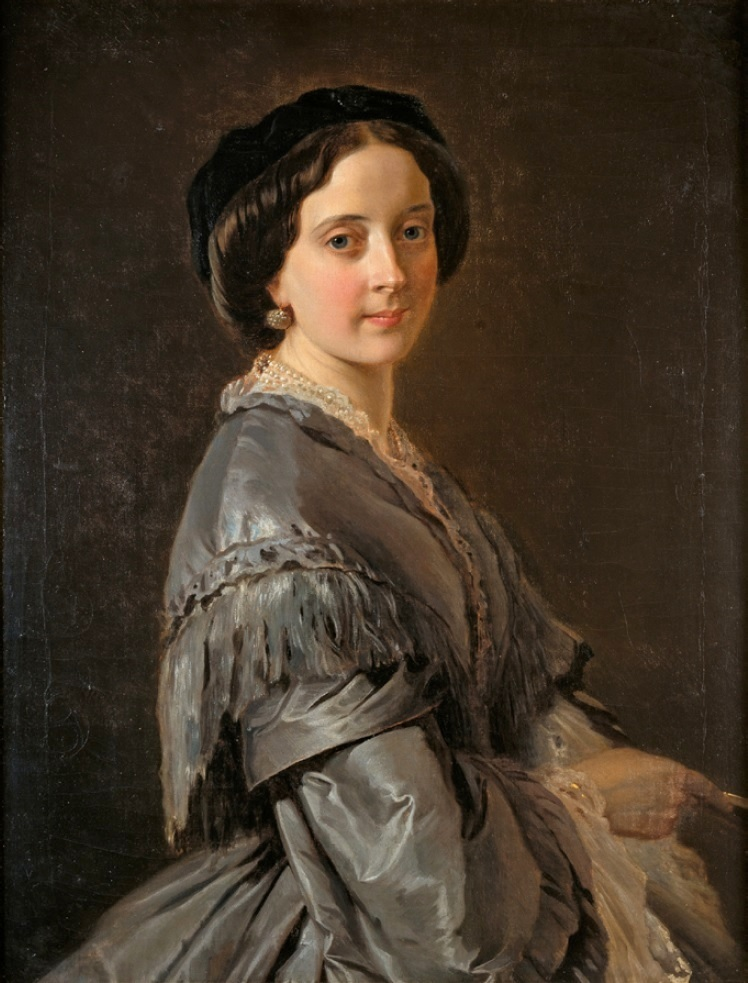
Каролина Рашинская. 1862. Холст, масло. Национальный музей, Познань